# BK Arena
La BK Arena est une salle polyvalente et modulable située à Kigali, au Rwanda. Elle peut accueillir des concerts, des événements sportifs, des conférences et des expositions.

## Présentation
Construite en 2019 près du stade Amahoro, elle dispose d'une capacité de 10 000 places, ce qui en fait la plus grande arène couverte d'Afrique de l'Est au moment de son inauguration. Elle est principalement utilisée pour les matchs de basket-ball et de volley-ball. Le chantier est réalisé par la société d'investissement turque Summa, pour un coût total estimé à 10 millions de dollars ,
Le complexe s'étend sur plus de 28 000 mètres carrés. Il dispose d'un parking pouvant accueillir plus de 600 véhicules et comprend 13 restaurants, six vestiaires, un centre de fitness, une salle de presse et une salle de contrôle antidopage.  
La Kigali Arena est inaugurée le 9 août 2019 par le président rwandais Paul Kagame à l’occasion du premier match des phases finales du Championnat national qui oppose les Patriots (futur champion) au Rwanda Energy Group BBC. La rencontre se déroule à guichet fermé,.

## Principaux évènements

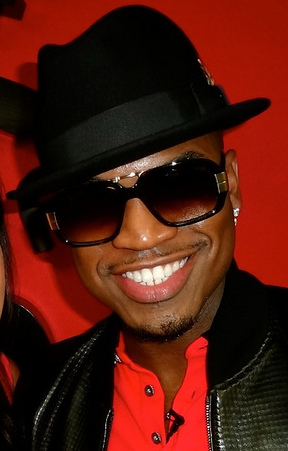
Ne-Yo, premier artiste international à se produire à Kigali Arena.

La Kigali Arena a reçu les phases finales du championnat de basket-ball 2019. Le 9 septembre, le premier concert a été organisé dans le cadre de la campagne de collecte de fonds Kwita Izina, avec les chanteurs Ne-Yo et Meddy, les DJs Marnaud et Toxxyk et les têtes d'affiche locales Charly et Nina, Bruce Melodie et Riderman.
Les éditions 2020 et 2021 du Tour du Rwanda prennent leur départ devant l'arena,.
Le 30 mars 2021, la FIBA annonce que la Kigali Arena accueillera la première saison de la Basketball Africa League, du 16 au 30 mai. 